# Arquebisbat d'Asunción
L'arquebisbat d'Asunción (espanyol: Arquidiócesis de Asunción; llatí: Archidioecesis Sanctissimae Assumptionis) és una seu metropolitana de l'Església catòlica. El 2012 tenia 1.585.000 batejats d'un total de 1.750.000 habitants. Actualment està regida per l'arquebisbe Edmundo Ponziano Valenzuela Mellid, S.D.B.

## Territori
L'arxidiòcesi comprèn el Departament Central i el Districte capital de Paraguai amb seu a la ciutat d'Asunción, capital de Paraguai, on hi ha la catedral de l'Assumpció de la Mare de Déu. El territori s'estén sobre 2.582 km² i està dividit en 76 parròquies.
La província eclesiàstica d'Asunción, instituïda el 1929, té com a sufragànies totes les diòcesis del Paraguai.

## Història
La diòcesi del Paraguai va ser erigida l'1 de juliol de 1547 i va prendre el territori del bisbat de Cusco (avui arxidiòcesi). Originàriament era sufragània de l'arquebisbat de Lima. El 20 de juliol de 1609 passà a formar part de la província eclesiàstica de l'arquebisbat de La Plata o Charcas (avui arquebisbat de Sucre)
El 6 d'abril de 1620 cedí una porció del territori al bisbat de Buenos Aires (avui arxidiòcesi). El 5 de març de 1865 va esdevenir sufragània de l'arquebisbat de Buenos Aires.
El 21 de desembre de 1868 el bisbe Manuel Antonio Palacios va ser afusellat acusat d'alta traïció contra el president Francisco Solano López sobre la base de les confessions extretes sota tortura d'alguns conspiradors.
L'1 de maig de 1929, en virtut de la butlla Universi Dominici del papa Pius XI, cedí noves porcions de territori als nous bisbats de Concepción i Chaco (avui Bisbat de Concepción a Paraguay) i de Villarica (avui Bisbat de Villarrica del Espíritu Santo). Aleshores va ser elevada al rang d'arxidiòcesi metropolitana amb el nom actual.
El 19 de gener de 1957, el 2 d'agost de 1960 i el 18 de maig de 2000 va cedir noves porcions de territori per tal al bisbat de San Juan Bautista de las Misiones, de la prelatura territorial de Caacupé (avui diòcesi) i del bisbat de San Lorenzo.
El maig de 1988 va rebre la visita del papa Joan Pau II; i el juliol de 2015 del papa Francesc.

## Cronologia episcopal
- Juan de los Barrios, O.F.M. † (1 de juliol de 1547 - 2 d'abril de 1552 nomenat bisbe de Santa Marta)
- Pedro de la Torre, O.F.M. † (27 d'agost de 1554 - 1573 mort)
- Alfonso Guerra, O.P. † (6 de febrer de 1579 - 17 de març de 1592 nomenat bisbe de Michoacán)
- Baltasar de Cobarrubias y Muñoz, O.S.A. † (10 de setembre de 1601 - 13 de gener de 1603 nomenat bisbe de Nueva Caceres)[2]
- Martín Ignacio de Loyola † (19 de novembre de 1601 - 1605 mort)
- Reginaldo de Lizárraga, O.P. † (20 de juliol de 1609 - 10 de novembre de 1609 mort)
- Lorenzo Pérez de Grado † (16 de setembre de 1615 - 18 de març de 1619 nomenat bisbe de Cusco)
- Tomás de la Torre Gibaja, O.P. † (30 de març de 1620 - 11 de desembre de 1628 nomenat bisbe de Córdoba)
- Cristóbal de Aresti Martínez de Aguilar, O.S.B. † (12 de febrer de 1629 - 3 de desembre de 1635 nomenat bisbe de Buenos Aires)
  - Francisco de la Serna, O.S.A. † (17 de desembre de 1635 - 25 d'agost de 1637 nomenat bisbe de Popayán) (bisbe electe)[3]
  - Sede vacante (1637-1640)
- Bernardino de Cárdenas Ponce, O.F.M. † (10 d'agost de 1640 - 1666 nomenat bisbe de La Paz)
- Gabriel de Guillestegui, O.F.M. † (1669 - 1671 nomenat bisbe de La Paz)
  - Sede vacante (1671-1676)
- Faustino de Casas, O. de M. † (1676 - 3 d'agost de 1686 mort)
  - Sebastián de Pastrana, O. de M. † (25 de juny de 1687 - 4 de novembre de 1700 mort) (bisbe electe)
  - Pedro Díaz Durana y Uriarte † (1702 - 1718 mort) (bisbe electe)
  - Martín de Sarricolea y Olea † (1718 - 1723 ? mort) (bisbe electe)
- José de Palos, O.F.M. † (1724 - 7 d'abril de 1738 mort)
- José Cayetano Paravicino, O.F.M. † (16 de novembre de 1738 - 4 de setembre de 1747 nomenat bisbe de Trujillo)
  - Fernando José Pérez de Oblitas † (4 de setembre de 1747 - 1756 nomenat bisbe de Santa Cruz de la Sierra) (bisbe electe)
- Manuel Antonio de la Torre † (23 de març de 1756 - 14 de juny de 1762 nomenat bisbe de Buenos Aires)
- Manuel López de Espinosa † (20 de desembre de 1762 - 1772 mort)
- Juan José de Priego y Caro, O.P. † (14 de desembre de 1772 - 1779 mort)
- Luis Velasco y Maeda, O.F.M. † (12 de juliol de 1779 - 15 de juny de 1792 mort)
  - Sede vacante (1792-1802)
- Nicolás Videla del Pino † (9 d'agost de 1802 - 23 de març de 1807 nomenat bisbe de Salta)
- Pedro García Panés, O.F.M. † (23 de març de 1807 - 13 d'octubre de 1838 mort)
  - Sede vacante (1838-1845)
- Basilio Antonio López, O.F.M. † (22 de juliol de 1844 - 16 de gener de 1859 mort)
- Gregorio Urbieta † (23 de març de 1860 - 17 de gener de 1865 mort)
- Manuel Antonio Palacios † (31 de gener de 1865 - 21 de desembre de 1868 mort)
  - Sede vacante (1868-1879)
- Pedro Juan Aponte † (24 de juliol de 1879 - 14 de setembre de 1891 mort)
  - Sede vacante (1891-1894)
- Sinforiano Bogarín † (21 de setembre de 1894 - 25 de febrer de 1949 mort)
- Juan José Aníbal Mena Porta † (25 de febrer de 1949 - 16 de juny de 1970 jubilat)
- Ismael Blas Rolón Silvero, S.D.B. † (16 de juny de 1970 - 20 de maig de 1989 jubilat)
- Felipe Santiago Benítez Ávalos † (20 de maig de 1989 - 15 de juny de 2002 jubilat)
- Eustaquio Pastor Cuquejo Verga, C.SS.R. (15 de juny de 2002 - 6 de novembre de 2014 jubilat)
- Edmundo Ponziano Valenzuela Mellid, S.D.B., (6 de novembre de 2014 - 17 de febrer de 2022 jubilat)
- Adalberto Martínez Flores, des del 17 de febrer de 2022

## Estadístiques
A finals del 2012, la diòcesi tenia 1.585.000 batejats sobre una població de 1.750.000 persones, equivalent al 90,6% del total.
| any  | població  | població  | població | sacerdots | sacerdots       | sacerdots       | sacerdots             | diàques | religiosos | religiosos | parroquies |
| ---- | --------- | --------- | -------- | --------- | --------------- | --------------- | --------------------- | ------- | ---------- | ---------- | ---------- |
| any  | batejats  | total     | %        | total     | clergat secular | clergat regular | batejats por sacerdot | diàques | homes      | dones      |            |
| 1950 | 695.000   | 700.000   | 99,3     | 114       | 44              | 70              | 6.096                 |         | 70         | 180        | 44         |
| 1959 | 686.000   | 712.000   | 96,3     | 148       | 73              | 75              | 4.635                 |         | 112        | 293        | 48         |
| 1966 | 501.880   | 550.880   | 91,1     | 205       | 77              | 128             | 2.448                 |         | 125        | 310        | 49         |
| 1968 | 501.880   | 550.880   | 91,1     | 86        | 86              |                 | 5.835                 |         |            |            | 48         |
| 1976 | 672.165   | 746.850   | 90,0     | 185       | 71              | 114             | 3.633                 |         | 212        | 409        | 69         |
| 1980 | 735.764   | 817.516   | 90,0     | 203       | 63              | 140             | 3.624                 |         | 209        | 460        | 66         |
| 1990 | 1.164.318 | 1.293.687 | 90,0     | 239       | 74              | 165             | 4.871                 |         | 332        | 572        | 79         |
| 1999 | 919.000   | 1.483.000 | 62,0     | 101       | 71              | 30              | 9.099                 | 45      | 213        | 568        | 73         |
| 2000 | 1.100.000 | 1.348.951 | 81,5     | 120       | 53              | 67              | 9.166                 | 34      | 398        | 647        | 60         |
| 2001 | 774.000   | 1.602.173 | 48,3     | 354       | 136             | 218             | 2.186                 | 51      | 456        | 1.386      | 73         |
| 2002 | 1.365.000 | 2.825.000 | 48,3     | 359       | 141             | 218             | 3.802                 | 51      | 465        | 1.438      | 83         |
| 2003 | 1.350.000 | 1.500.000 | 90,0     | 676       | 139             | 537             | 1.997                 | 51      | 726        | 1.423      | 72         |
| 2004 | 1.350.000 | 1.500.000 | 90,0     | 661       | 124             | 537             | 2.042                 | 57      | 679        | 1.423      | 72         |
| 2006 | 1.419.000 | 1.577.000 | 90,0     | 665       | 128             | 537             | 2.133                 | 64      | 782        | 1.447      | 64         |
| 2012 | 1.585.000 | 1.750.000 | 90,6     | 231       | 61              | 170             | 6.861                 | 65      | 408        | 485        | 76         |